# Reichenbachit
Reichenbachit ist ein sehr selten vorkommendes Mineral aus der Mineralklasse der „Phosphate, Arsenate und Vanadate“. Es kristallisiert im monoklinen Kristallsystem mit der Zusammensetzung Cu5[(OH)4|(PO4)2], ist also chemisch gesehen ein Kupfer-Phosphat mit zusätzlichen Hydroxidionen.
Die nur selten auftretenden, bis 0,3 mm großen, lanzettförmigen Kristalle des Reichenbachits sind durchscheinend und zeigen verschiedene Grüntöne. Viel häufiger sind kugelige Aggregate und traubig-nierige Krusten.

## Etymologie und Geschichte
Erstmals entdeckt wurde Reichenbachit im Odenwald, Hessen, Deutschland. Der Sammler Klaus Petitjean fand das Mineral 1984 am Punkt 8.0, einem nicht mehr in Betrieb stehenden Steinbruch in einem verkieselten Barytgang, ca. 250 m südwestlich der Borsteinklippe bei Reichenbach, einem Ortsteil von Lautertal (Odenwald). Die Erstbeschreibung erfolgte 1987 durch Norbert H. W. Sieber, Ekkehart Tillmanns und Olaf Medenbach, die das Mineral nach seinem Erstfundort benannten.
Das Typmaterial des Minerals (Holotyp) wird im Mineralogischen Museum der Julius-Maximilians-Universität Würzburg unter der Katalog-Nr. M 2098 am Standort V38 R2 aufbewahrt.

## Klassifikation
Da der Reichenbachit erst 1985 als eigenständiges Mineral anerkannt wurde, ist er in der letztmalig 1977 überarbeiteten 8. Auflage der Mineralsystematik nach Strunz noch nicht verzeichnet.
In der zuletzt 2018 überarbeiteten Lapis-Systematik nach Stefan Weiß, die formal auf der alten Systematik von Karl Hugo Strunz in der 8. Auflage basiert, erhielt das Mineral die System- und Mineralnummer VII/B.11-030. Dies entspricht der Klasse der „Phosphate, Arsenate und Vanadate“ und dort der Abteilung „Wasserfreie Phosphate, mit fremden Anionen F,Cl,O,OH“, wo Reichenbachit zusammen mit Arsenoklasit, Cornubit, Cornwallit, Gatehouseit, Ludjibait, Pseudomalachit, Reppiait und Turanit eine unbenannte Gruppe mit der Systemnummer VII/B.11 bildet.
Die von der International Mineralogical Association (IMA) zuletzt 2009 aktualisierte 9. Auflage der Strunz’schen Mineralsystematik ordnet den Reichenbachit ebenfalls in die Abteilung der „Phosphate usw. mit zusätzlichen Anionen; ohne H2O“ ein. Diese ist allerdings weiter unterteilt nach der relativen Größe der beteiligten Kationen und dem Stoffmengenverhältnis der zusätzlichen Anionen zum Phosphat-, Arsenat bzw. Vanadatkomplex (RO4), so dass das Mineral entsprechend seiner Zusammensetzung in der Unterabteilung „Mit ausschließlich mittelgroßen Kationen; (OH usw.) : RO4 = 2 : 1“ zu finden ist, wo es nur noch zusammen mit Cornwallit und Pseudomalachit die „Pseudomalachitgruppe“ mit der Systemnummer 8.BD.05 bildet.
In der vorwiegend im englischen Sprachraum gebräuchlichen Systematik der Minerale nach Dana hat Reichenbachit die System- und Mineralnummer 41.04.03.02. Auch dies entspricht der Klasse der „Phosphate, Arsenate und Vanadate“ und dort der Abteilung „Wasserfreie Phosphate etc., mit Hydroxyl oder Halogen“, wo das Mineral zusammen mit Pseudomalachit und Ludjibait in einer unbenannte Gruppe mit der Systemnummer 41.04.03 innerhalb der Unterabteilung „Wasserfreie Phosphate etc., mit Hydroxyl oder Halogen mit (AB)5(XO4)2Zq“ zu finden ist.

## Kristallstruktur
Reichenbachit kristallisiert im monoklinen Kristallsystem in der Raumgruppe P21/c (Raumgruppen-Nr. 14) mit den Gitterparametern a = 4,48 Å; b = 10,69 Å; c = 9,19 Å und β = 92,3° sowie zwei Formeleinheiten pro Elementarzelle.
Die Kristallstruktur von Reichenbachit ähnelt stark derjenigen von Pseudomalachit. Der Unterschied zwischen beiden besteht in den polyedrischen Verknüpfungen zwischen den Schichten. Während die Struktur von Pseudomalachit auf einem 3er-verbundenen zweidimensionalen Netz beruht, besteht die Struktur von Reichenbachit aus einem 4er-verbundenem Netz.

## Eigenschaften

### Morphologie
Reichenbachit kommt nur sehr selten in deutlichen Kristallen vor. Sie sind lanzettförmig und erreichen Größen bis 0,3 × 0,3 × 0,06 mm.
Wesentlich häufiger ist sein Auftreten in Form von traubigen Krusten, oder halbkugeligen bis kugeligen Aggregaten aus mikroskopisch kleinen Kristallen. So bildet das Mineral in Ľubietová kugelige Aggregate bis zu 0,5 mm Größe, die sich aus winzigen, tafeligen, lanzettförmigen Kristallen zusammensetzen und ältere Pseudomalachit-Kristalle überziehen.

### Physikalische und chemische Eigenschaften
Die Farbe des Reichenbachits ist dunkelgrün bis blassblau, seine Strichfarbe ist hell- bis blassgrün. Kristalle weisen reinen Glasglanz auf. Mit einer Mohshärte von ≈ 3,5 ist Pseudomalachit etwas härter als Calcit und etwas weicher als Fluorit.
Reichenbachit ist in Säuren wie HCl und HNO3 löslich. In basischen Lösungen ist er potentiell instabil.

## Modifikationen und Varietäten
Die Verbindung Cu5[(OH)4|(PO4)2] ist trimorph und kommt in der Natur neben dem monoklin kristallisierenden Reichenbachit noch als monoklin kristallisierender Pseudomalachit sowie als triklin kristallisierender Ludjibait vor.

## Bildung und Fundorte
Reichenbachit bildet sich sekundär in der Oxidationszone von hydrothermalen sulfidischen Kupfer-Lagerstätten. Als Begleitminerale können weitere Kupferphosphate bzw. -arsenate sowie Chrysokoll, Quarz, Chalcedon und Eisenoxihydroxide auftreten. An der Typlokalität wird Reichenbachit von Pseudomalachit, Malachit, Duftit, Bayldonit, Mimetesit und Quarz begleitet.
Als seltene Mineralbildung kann Ludjibait an verschiedenen Fundorten zum Teil zwar etwas häufiger vorhanden sein, ist insgesamt aber sehr wenig verbreitet. Bisher (Stand 2016) sind rund 10 Fundorte bekannt. Neben seiner Typlokalität, dem Punkt 8.0 an der Borsteinklippe bei Reichenbach, Ortsteil von Lautertal (Odenwald) im Odenwald (Hessen), trat das Mineral im gleichen verkieselten Barytgang noch an acht weiteren Punkten in der Umgebung des Borsteins, des Hohensteins und des Teufelssteins sowie am Bergweg bei Gadernheim auf.
Als weitere Fundorte in Deutschland sind die Grube „Silberbrünnle“ im Haigerachtal bei Gengenbach im Schwarzwald, die Grube „Silbergaut“ bei Emmershausen im Taunus, die Grube „Käusersteimel“ bei Kausen im Siegerland und der Steinbruch am Streuberg bei Bergen, Vogtland, Sachsen, bekannt. Aus der Slowakei kennt man Reichenbachit aus dem „Reiner-Stollen“, Podlipa bei Ľubietová (Libethen) unweit Banská Bystrica (Neusohl), aus Portugal aus der „Miguel Vacas Mine“ bei Conceição, Vila Viçosa, Distrikt Évora. Ferner aus der Tita Mine bei Salamanca, Kastilien und León, und der El Novillero Minebei Badajoz, Extremadura, beide Spanien, aus der Old Gunnislake Mine bei Calstock in Cornwall, Vereinigtes Königreich, sowie aus dem Steinbruch Beauvoir und der Les Montmins Mine bei Échassières in der Auvergne, Frankreich.
Aus der Zn-Pb-Cu-Lagerstätte der „Kipushi Mine“ bei Kipushi, Provinz Katanga, Demokratischen Republik Kongo, und der Blue Mine bei Springbok, Namakwa, Nordkap (Provinz), Südafrika. In den Vereinigten Staaten aus der Binghampton Mine bei Mayer, Yavapai County, Arizona. Aus dem Brown’s Prospect, Rum Jungle, Northern Territory, Australien. Fundorte in der Schweiz und Österreich sind nicht bekannt.

## Verwendung
Mit CuO-Gehalten von 68–69 Gew.-% wäre Reichenbachit ein reiches und leicht verhüttbares Kupfererz, ist dafür allerdings viel zu selten.